# Wszystko o Ewie

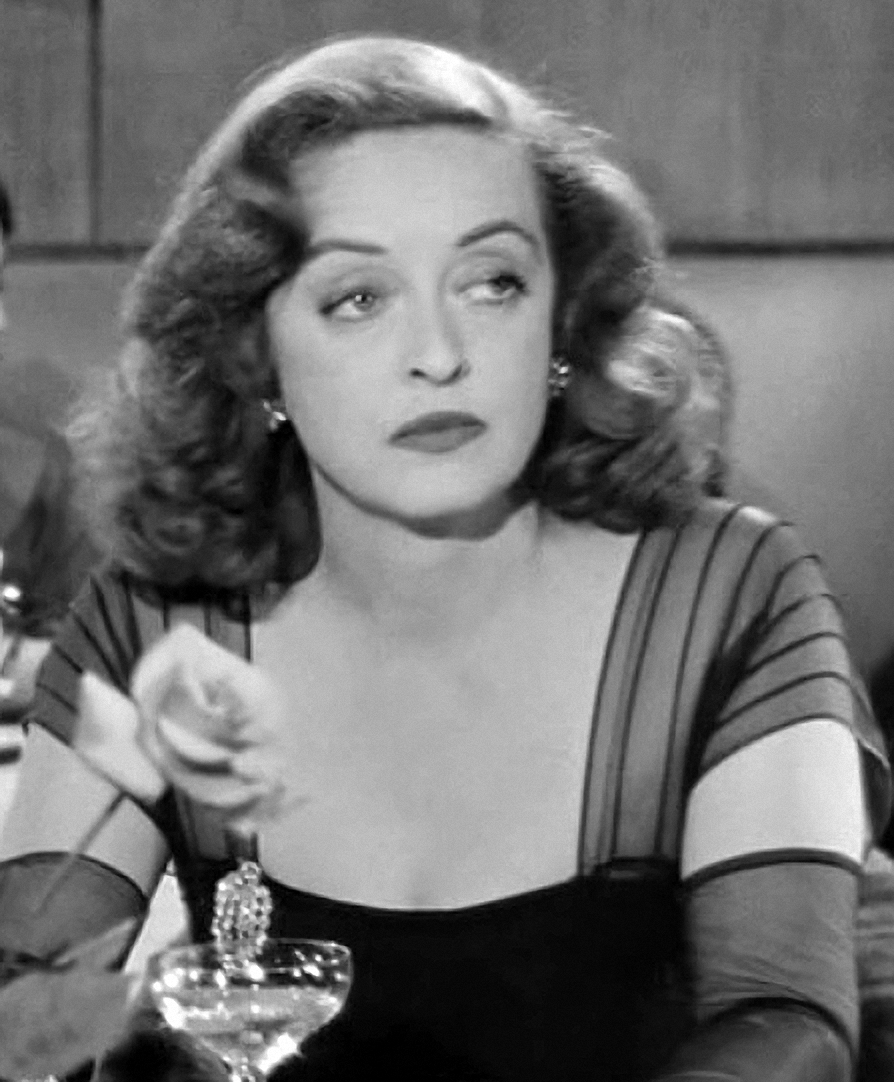
Bette Davis jako Margo Channing

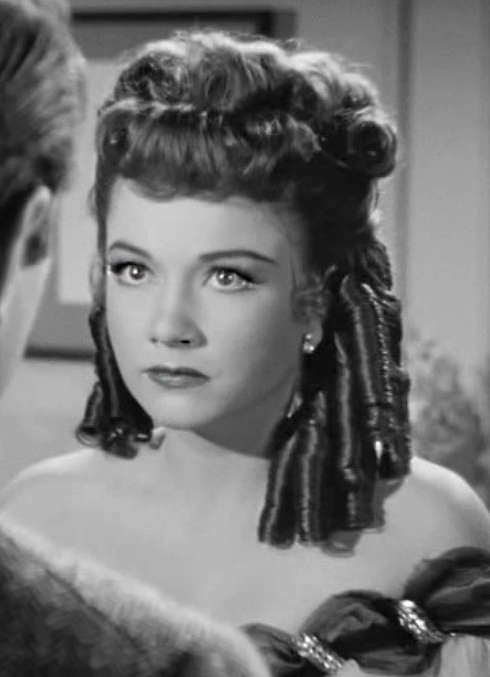
Anne Baxter jako Ewa Harrington

Wszystko o Ewie (ang. All About Eve) – amerykański dramat filmowy z 1950 roku w reżyserii Josepha L. Mankiewicza, zrealizowany na podstawie opowiadania Mary Orr.
Krytycy podkreślali, że Mankiewiczowi udało się obnażyć bezwzględne mechanizmy działające w show-biznesie i umiejętnie skontrastować je z idealistyczną wizją teatru jako miejsca magicznego. Za największą wartość filmu uznawano zwykle kreacje aktorskie – pięcioro odtwórców głównych ról wyróżniono nominacją do Oscara.
Film otrzymał czternaście nominacji do Oscara, ostatecznie zdobył sześć statuetek, w tym dla najlepszego filmu, reżysera i aktora w roli drugoplanowej (George Sanders).

## Opis fabuły
Do Margo Channing, starzejącej się gwiazdy Broadwayu, przychodzi skromna, nieśmiała Ewa Harrington, jej zagorzała fanka. Zdobywa zaufanie Margo i zostaje jej sekretarką. Później coraz bardziej zaczyna ingerować w życie prywatne i zawodowe aktorki, a także wkrótce zostaje jej dublerką na scenie. Przez przypadek zastępuje ją w przedstawieniu i otrzymuje pozytywne recenzje. Dzięki protekcji cynicznego krytyka teatralnego Addisona DeWitta i dobrze ukrywanym intrygom Ewa zyskuje duży rozgłos oraz zdobywa rolę, którą pierwotnie miała zagrać Margo.

## Obsada
- Bette Davis jako Margo Channing
- Anne Baxter jako Ewa Harrington
- George Sanders jako Addison DeWitt
- Celeste Holm jako Karen Richards
- Gary Merrill jako Bill Sampson
- Hugh Marlowe jako Lloyd Richards
- Thelma Ritter jako Birdie Coonan
- Gregory Ratoff jako Max Fabian
- Marilyn Monroe jako Claudia Caswell
- Barbara Bates jako Phoebe

i inni

## Wersja polska
Wersja polska: Studio Opracowań Filmów w Łodzi

Reżyseria: Romuald Drobaczyński

Dialogi polskie:
- Krystyna Bilska,
- Janina Balkiewicz

Operator dźwięku: Anatol Łapuchowski

Montaż: Henryka Gniewkowska

Udział wzięli:
- Aniela Świderska jako Margo Channing
- Katarzyna Łaniewska jako Ewa Harrington
- Artur Młodnicki jako Addison DeWitt
- Alicja Pawlicka jako Karen Richards
- Wiesław Machowski jako Bill Simpson
- August Kowalczyk jako Lloyd Richards
- Krystyna Feldman jako Birdie Coonan
- Mieczysław Pawlikowski jako Max Fabian
- Teresa Watras jako Claudia Caswell
- Wanda Chwiałkowska jako Phoebe
- Teresa Ujazdowska jako dziewczyna

i inni

## Nagrody i nominacje
- Oscar
  - Najlepszy film (Darryl F. Zanuck)
  - Najlepszy reżyser (Joseph L. Mankiewicz)
  - Najlepszy scenariusz adaptowany (Joseph L. Mankiewicz)
  - Najlepszy aktor w roli drugoplanowej (George Sanders)
  - Najlepsze kostiumy w filmie czarno-białym (Edith Head i Charles LeMaire)
  - Najlepszy dźwięk
  - nominacja: Najlepsza aktorka w roli pierwszoplanowej (Bette Davis)
  - nominacja: Najlepsza aktorka w roli pierwszoplanowej (Anne Baxter)
  - nominacja: Najlepsza aktorka w roli drugoplanowej (Celeste Holm)
  - nominacja: Najlepsza aktorka w roli drugoplanowej (Thelma Ritter)
  - nominacja: Najlepsze zdjęcia czarno-białe (Milton R. Krasner)
  - nominacja: Najlepsza muzyka oryginalna (Alfred Newman)
  - nominacja: Najlepsza scenografia w filmie czarno-białym
  - nominacja: Najlepszy montaż (Barbara McLean)
- Złoty Glob
  - Najlepszy scenariusz (Joseph L. Mankiewicz)
  - nominacja: Najlepszy film (Darryl F. Zanuck)
  - nominacja: Najlepszy reżyser (Joseph L. Mankiewicz)
  - nominacja: Najlepsza aktorka pierwszoplanowa w dramacie (Bette Davis)
  - nominacja: Najlepsza aktorka w roli drugoplanowej (Thelma Ritter)
  - nominacja: Najlepszy aktor w roli drugoplanowej (George Sanders)
- 4. MFF w Cannes
  - Nagroda Specjalna Jury
  - Najlepsza aktorka (Bette Davis)
- BAFTA
  - Najlepszy film (Darryl F. Zanuck)